# Guadeloupe Challenger 1987
Il Guadeloupe Challenger 1987 è stato un torneo di tennis facente parte della categoria ATP Challenger Series nell'ambito dell'ATP Challenger Series 1987. Il torneo si è giocato a Guadalopa in Francia dal 13 al 19 aprile 1987 su campi in cemento.

## Vincitori

### Singolare
Jonathan Canter ha battuto in finale  Larry Stefanki con il punteggio di 6–3, 6–4

### Doppio
Nelson Aerts /  Brett Dickinson hanno battuto in finale  Jonathan Canter /  Denis Langaskens con il punteggio di 6–2, 6–3